# Чоррильяна
Чоррильяна (исп. chorrillana) — это блюдо, характерное для чилийской кухни, состоящее из картофеля фри с нарезанным мясом, сосисками, яичницей или омлетом, жареным луком и другими ингредиентами.
Из-за большого размера его обычно подают на блюде для нескольких персон. Существует немало рецептов чоррильяны, в зависимости от ресторана и шеф-повара. Основа из говядины и картофеля — единственная неизменная составляющая. Обычно блюдо дополняют яичницей-болтуньей, жареным луком. Некоторые варианты могут использовать нарезанные сосиски, колбасу чоризо, помидоры и приправы, такие как чеснок или орегано.
В Перу название «чоррильяна» носит сладковатый соус, который возник в прибрежном курортном городке Чоррильос, недалеко от Лимы.
Чоррильяна похоже на канадское блюдо путин и латиноамериканское блюдо салчипапа.